# 有斐閣アルマ
有斐閣アルマ（ゆうひかく-）は、有斐閣が発行する大学生向け教科書のシリーズ。１９９５年に創刊された。本項目では、同社発行で、同様の大学生向け教科書シリーズである有斐閣Sシリーズと有斐閣ストゥディアについても述べる。

## 概要
有斐閣によると、シリーズ名のアルマとはラテン語に由来し、コンパクトさ、分かりやすさなどを重視して編集が行われている。シリーズは法律学、経済学などを中心に人文社会科学の幅広い領域のタイトルを含み、一部のタイトルでは多色刷りも導入されている。レベルに合わせて以下の4つのグループに分けられており、下記ではレベルはより平易なものから応用的なものの順に並べられている。
- Interest（表紙マークは赤）
- Basic（表紙マークは緑）
- Specialized（表紙マークはオレンジ）
- Advanced（表紙マークは青）

後述で同様の役割を持つ新シリーズ、有斐閣ストゥディアの刊行開始後も新たなタイトルが追加されており、近年においても有斐閣発行の教科書売上げ品目のうち上位を占めるなど、現在なお有斐閣の発行する大学生向け教科書の中核を担うシリーズである。

## 関連シリーズ

### 有斐閣Sシリーズ
有斐閣アルマの刊行に先立ち、1980年代後半から刊行が開始された同社の大学生向け教科書シリーズで、わかりやすさを追求したスタンダードテキストを目指していた。有斐閣アルマとは判型（四六判）を同じくする。現在も法律系の科目のテキストを中心に改訂が行われている。

### 有斐閣ストゥディア
2013年12月に同社が新たに刊行を開始した大学生向け教科書の新シリーズ。アルマと同じくシリーズ名はラテン語に由来するが、判型がA5判に変更されている。同社によると、このシリーズでは、課題解決的な学習や、高大接続などが意識されて編集されている。また、本シリーズではカバーの色が科目系統によって分かれており、それぞれ以下のように分類される。
- 法律学系（カバー色は紫）
- 政治学系（カバー色は青）
- 経済学系（カバー色は水色）
- 経営学系（カバー色は黄）
- 社会学系（カバー色は黄緑）
- 社会福祉学系（カバー色は緑）
- 心理学系（カバー色はピンク）
- 教育学系（カバー色はオレンジ）
- 教養系（カバー色は赤）